# Milano-Sanremo 2001
La Milano-Sanremo 2001, novantaduesima edizione della corsa, fu disputata il 24 marzo 2001 e fu vinta da Erik Zabel con il tempo di 7h23'13".
Gruppo tenuto compatto nell'ultimo tratto dal Team Telekom per lanciare la volata a Zabel, che centrò così il poker nella corsa. Mario Cipollini chiuse secondo lamentando una scorrettezza ai suoi danni da parte di Jo Planckaert, che per questo fu retrocesso.
Partenza a Milano con 193 corridori di cui 181 portarono a termine il percorso.

## Squadre partecipanti
| N.      | Cod. | Squadra                          |
| ------- | ---- | -------------------------------- |
| 1-8     | TEL  | Team Deutsche Telekom            |
| 11-18   | CTA  | Cantina Tollo-Acqua & Sapone     |
| 21-28   | PAN  | Panaria-Fiordo                   |
| 31-38   | COF  | Cofidis, le Crédit par Téléphone |
| 41-48   | C.A  | Crédit Agricole                  |
| 51-58   | CST  | CSC-WorldOnline                  |
| 61-68   | DFF  | Domo-Farm Frites                 |
| 71-78   | EUS  | Euskaltel-Euskadi                |
| 81-88   | FAS  | Fassa Bortolo                    |
| 91-98   | FES  | Festina-Lotus                    |
| 101-108 | BAN  | iBanesto.com                     |
| 111-118 | KEL  | Kelme-Costa Blanca               |
| 121-128 | LAM  | Lampre-Daikin                    |

| N.      | Cod. | Squadra                             |
| ------- | ---- | ----------------------------------- |
| 131-138 | LIQ  | Liquigas-Pata                       |
| 141-148 | LOT  | Lotto-Adecco                        |
| 151-158 | MAP  | Mapei-Quick Step                    |
| 161-168 | MER  | Mercatone Uno-Stream TV             |
| 171-178 | MCY  | Mercury-Viatel                      |
| 181-188 | MDN  | Mobilvetta Design-Formaggi Trentini |
| 191-198 | ONC  | ONCE                                |
| 201-208 | RAB  | Rabobank                            |
| 211-218 | SAE  | Saeco Macchine per Caffè            |
| 221-228 | TAC  | Tacconi Sport-Vini Caldirola        |
| 231-238 | COA  | Team Coast-Buffalo                  |
| 241-248 | USP  | US Postal Service                   |

## Ordine d'arrivo (Top 10)
| Pos. | Corridore         | Squadra       | Tempo    |
| ---- | ----------------- | ------------- | -------- |
| 1    | Erik Zabel        | Team Telekom  | 7h23'13" |
| 2    | Mario Cipollini   | Saeco         | s.t.     |
| 3    | Romāns Vainšteins | Domo-Farm     | s.t.     |
| 4    | Biagio Conte      | Saeco         | s.t.     |
| 5    | Paolo Bettini     | Mapei         | s.t.     |
| 6    | Gabriele Colombo  | Cantina Tollo | s.t.     |
| 7    | Gabriele Balducci | Tacconi Sport | s.t.     |
| 8    | Markus Zberg      | Rabobank      | s.t.     |
| 9    | George Hincapie   | US Postal     | s.t.     |
| 10   | Rolf Sørensen     | CSC-World     | s.t.     |